# Polyen
Pour le philosophe épicurien, voir Polyen de Lampsaque.
Polyen (en grec ancien : Πολύαινος / Polýainos) est un orateur et écrivain militaire grec né en Macédoine, actif au milieu du IIe siècle apr. J.-C.

## Biographie
Il est d'abord avocat à Rome sous le règne de Marc Aurèle et de Lucius Verus. Quand ce dernier part en campagne contre les Parthes (162), Polyen lui adresse un recueil de ruses de guerre, qu'il intitule Stratagèmes (Στρατηγήματα / Stratègèmata). Ces huit livres constituent un témoignage intéressant pour l'histoire grecque et romaine, principalement pour les périodes classique et hellénistique, mais aussi pour celle des Scythes ou des Perses : il rassemble environ 900 récits d'historiens perdus, particulièrement Éphore de Cumes et Nicolas de Damas. Comme les Tactica d'Énée le Tacticien, l'ouvrage se caractérise par sa langue archaïsante.

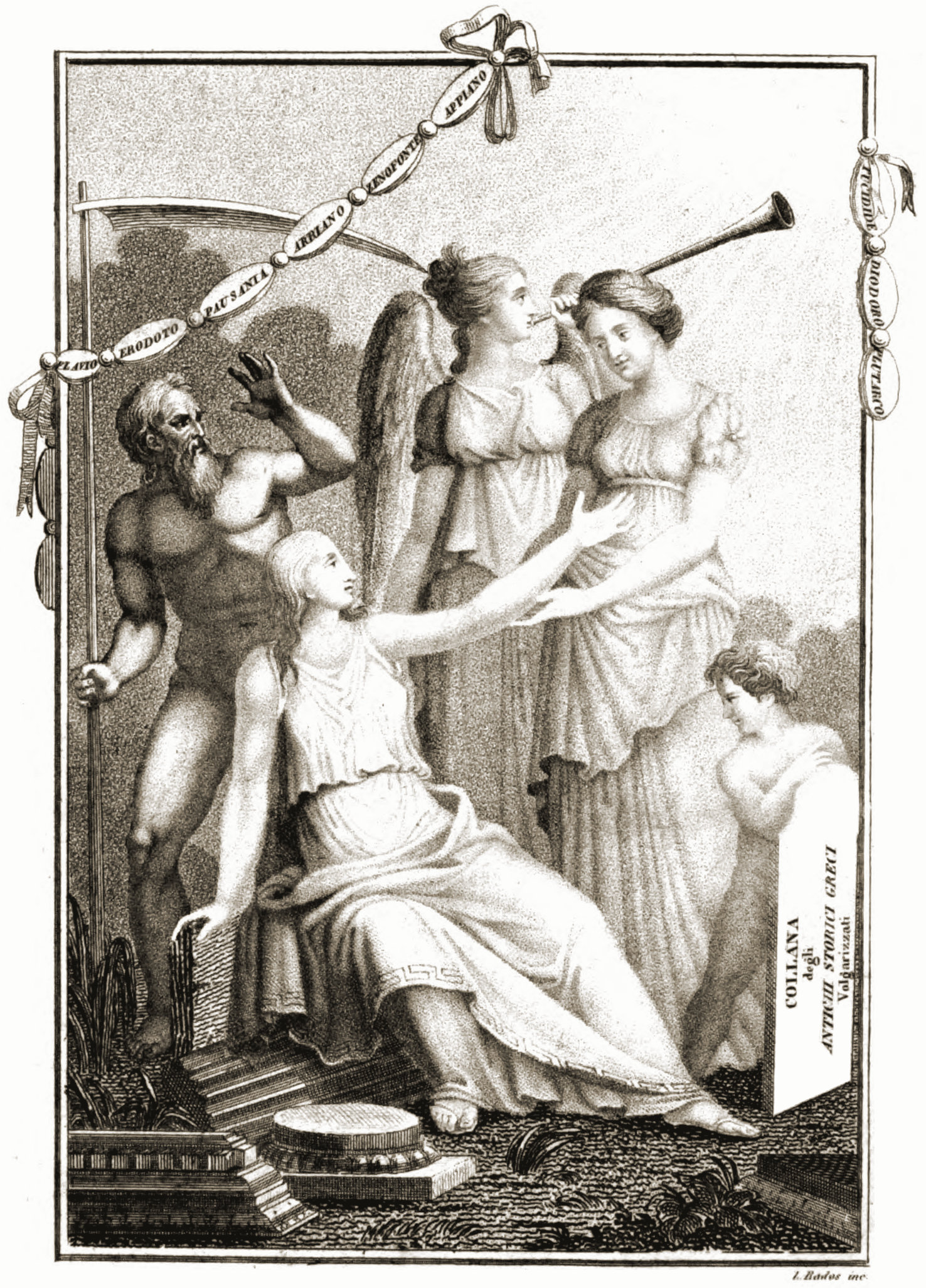
Stratagèmes de Polyen, par Lelio Carani, 1821

## Éditions
- Polyaeni Strategematum, libri octo, graece & latine, J. Vulteio interprete, Pancratius Maasvicius, in 8° Lugduni Batavorum, Jordanum Luchtmans et Johannem du Vivie, 1690, 1re édition (certains exemplaires portent la date de 1691.(Brunet 4-789)
- Polyaeni Strategematon libri VIII, éd. Eduard von Wölfflin et Johannes Melber, Teubner, Leipzig, 1887; repr. Stuttgart, 1970.
- Ruses et stratagèmes, traduit par Gui-Alexis Lobineau, commenté par Benoit Clay, Paris, éd. Mille et une nuits, 2011.
- Polyen, Ruses de femmes, traduit par Gui-Alexis Lobineau, commenté par Benoit Clay, Paris, éd. Mille et une nuits, 2012.